# Existence Is Futile
Existence is Futile (с англ. «Бытие тщетно») — тринадцатый студийный альбом британской группы Cradle of Filth в жанре симфо-блэк-метала, выпущенный 22 октября 2021 года.

## История создания
Дэни Филт сообщил, что группа работала над тринадцатым альбомом Existence Is Futile в течение долгого времени в перерыве между концертами вплоть до конца тура в ноябре 2019. В феврале 2020 года музыкантам удалось записать барабанные партии. Поскольку барабанщик и гитарист Cradle of Filth родом из Чехии, закрытие границ в связи с пандемией COVID-19 затруднило процесс работы над альбомом. Лидер группы заявил, что альбом не посвящён теме пандемии; источником вдохновения стали воспоминания, полученные в длинном концертном туре. На Филта произвело впечатление количество людей, которые находились вокруг него в городах, где группе приходилось выступать.
В 2020 году группу покинула клавишница Линдси Скулкрафт, которая играла в группе в течение семи лет. Её место заняла Анабель Иратни, которая играла вместе с Дэни Филтом в Devilment и в своей собственной группе Veile. 30 июля 2021 года группа выпустила сингл с альбома «Crawling King Chaos», а также видеоклип на песню. Автором обложки альбома выступил латвийский художник Артур Берзиньш, который оформил предыдущие два альбома Cradle of Filth: Cryptoriana – The Seductiveness of Decay и Hammer of the Witches.

## Отзывы и оценки
| Совокупная оценка | Совокупная оценка |
| Источник          | Оценка            |
| ----------------- | ----------------- |
| Metacritic        | 84                |
| Оценки критиков   |                   |
| Источник          | Оценка            |
| Kerrang!          | [ 7 ]             |
| Metal Hammer      | [ 8 ]             |
| Metal Injection   | [ 9 ]             |
| Blabbermouth      | [ 10 ]            |
| Metal.de          | [ 1 ]             |
| Metal1.info       | [ 11 ]            |
| Powermetal.de     | [ 12 ]            |
| Rock Hard         | [ 13 ]            |
| Sputnikmusic      | [ 14 ]            |

Рецензент Штеффен Груc из издания Metal.de заметил, что звучание нового альбома не такое высокое и «ядовитое», как в предыдущих альбомах, но тем не менее способно доставить удовольствие при прослушивании. Также Грус похвалил клавишницу Анабель Иратни, которая недавно вошла в состав Cradle of Filth.
Журналист Loudwire высоко оценил сингл «Crawling King Chaos» и сказал, что стиль и звучание группы остаётся по-прежнему «непревзойдённым». Издание InterMedia назвало Existence Is Futile самым «мрачным и тревожным» среди выпущенных группой альбомов за последние годы.

## Участники записи
- Дэни Филт ― вокал
- Ричард Шоу ― гитара
- Марек «Ashok» Смерда — гитара
- Дэниел Фёрт — бас-гитара
- Мартин «Marthus» Шкарупка ― барабаны
- Анабелль Иратни — клавишные[3]